# Bernhard Britz
Pour les articles homonymes, voir Britz.
Bernhard Britz, né le 27 mars 1906 à Skänninge et mort le 31 mai 1935 à Floda, est un coureur cycliste suédois. Il a remporté deux médailles de bronze lors des Jeux olympiques de 1932 à Los Angeles, dans les épreuves sur route individuelle et par équipes.

## Palmarès
- 1927
  -  Champion de Suède du 100 km contre-la-montre par équipes
- 1928
  -  Champion de Suède du 100 km contre-la-montre par équipes
- 1929
  -  Champion de Suède du 100 km contre-la-montre par équipes
  - 2e du championnat des Pays nordiques du contre-la-montre
- 1930
  - Champion des Pays nordiques sur route par équipes
  -  Champion de Suède sur route
  -  Champion de Suède du 100 km contre-la-montre
  -  Champion de Suède du 100 km contre-la-montre par équipes
  - 2e du championnat des Pays nordiques du contre-la-montre
- 1931
  - 2e du championnat de Suède du contre-la-montre
  - 4e du championnat du monde sur route amateurs
- 1932
  -  Médaillé de bronze de la course en ligne aux Jeux olympiques
  -  Médaillé de bronze de la course par équipes aux Jeux olympiques
- 1933
  - Champion des Pays nordiques du contre-la-montre
  - Champion des Pays nordiques sur route par équipes
  -  Champion de Suède sur route
  -  Champion de Suède du 100 km contre-la-montre
  -  Champion de Suède du 100 km contre-la-montre par équipes
  - Skandisloppet